# Android 13
Android 13 – trzynasta z kolei główna odsłona mobilnego systemu operacyjnego Android, zaprojektowana przez sojusz Open Handset Alliance pod przewodnictwem firmy Google i wydana 15 sierpnia 2022.

## Historia

Koncepcyjne logo systemu operacyjnego w trakcie prac rozwojowych

W trakcie prac rozwojowych system operacyjny posiadał wewnętrzną nazwę kodową Tiramisu. Trzynasta główna odsłona systemu operacyjnego została zapowiedziana 10 lutego 2022 na oficjalnym blogu Androida i w tym samym czasie została wydana pierwsza wersja deweloperska systemu. Druga wersja deweloperska pojawiła się 17 marca.
Pierwsza wersja testowa systemu w fazie beta została opublikowana 26 kwietnia, druga – 11 maja (z poprawkami błędów opublikowanymi 26 maja), trzecia 8 czerwca (z trzema poprawkami opublikowanymi kolejno 10 czerwca, 16 czerwca i 27 czerwca), a czwarta – 13 lipca.

## Nowości i zmiany
Dolna część panelu powiadomień zyskała ilość aktualnie aktywnych aplikacji. Dotknięcie wskaźnika otworzy panel ze szczegółowym podsumowaniem na temat uruchamianych aplikacji, a ponadto pozwala użytkownikowi na zatrzymanie każdej z osobna.
Android 13 zyskuje wsparcie dla standardu Bluetooth Low Energy Audio oraz kodeku dźwięku LC3, zapewniających możliwość odtwarzania dźwięku wyższej jakości w urządzeniach bezprzewodowych przy niskim poborze prądu. Wprowadzono gest dłuższego przytrzymania, a następnie przeciągnięcia powiadomienia systemowego, który pozwala na jego otwarcie w widoku podzielonego ekranu.
W systemie zaimplementowano obsługę standardu komunikacji bezprzewodowej Wi-Fi 7.

### Prywatność i bezpieczeństwo
Aplikacje muszą teraz poprosić użytkownika o przyznanie uprawnienia do wyświetlania powiadomień aplikacji. Ponadto użytkownik zyskuje możliwość wybrania konkretnych multimediów, do których dostęp mogą mieć aplikacje.